# Зеленник жовтогорлий
Зеле́нник жовтогорлий (Chlorospingus flavigularis) — вид горобцеподібних птахів родини Passerellidae. Мешкає в Центральній і Південній Америці.

## Підвиди
Виділяють три підвиди:
- C. f. hypophaeus Sclater, PL & Salvin, 1868 — західна Панама (від Чирикі до Вераґуасу);
- C. f. marginatus Chapman, 1914 — західні схили Анд на південному заході Колумбії і заході Еквадору;
- C. f. flavigularis (Sclater, PL, 1852) — Анди в Колумбії, Еквадорі і Перу (на південь до Куско).

Деякі дослідники виділяють підвид C. f. hypophaeus у окремий вид Chlorospingus hypophaeus.

## Поширення і екологія
Жовтогорлі зеленники мешкають в Панамі, Колумбії, Еквадорі і Перу, трапляються на півночі Болівії. Вони живуть у вологих гірських і рівнинних тропічних лісах та чагарникових заростях, в заростях на берегах річок. Зустрічаються на висоті від 250 до 1600 м над рівнем моря.